# ベルゼブモン
ベルゼブモンは
1. デジタルモンスターシリーズに登場する架空の生命体・デジタルモンスターの一種。英名はBeelzemon（ベルゼモン）。
2. アニメ『デジモンテイマーズ』の登場キャラクターであるインプモンが究極体に進化した姿。

## 概要
アニメ『デジモンテイマーズ』で初登場。名前の由来は蝿の王と呼ばれる悪魔「ベルゼブブ」であるが、設定やデザインに昆虫的な要素は特に無い。
なお、得物の2丁拳銃ベレンヘーナの名の由来はスペイン語でナスを意味するberenjenaから。
ボマージャケットをはじめとして、全身黒を基調とした衣装を身に着けており、左腕にはインプモンと同じ赤いスカーフが巻かれている。また、衣装には一部のデジモンに刻印されているデジタルハザードマークに酷似した髑髏のマークが描かれている。
アニメに登場している七大魔王の中でははじめて主人公たちの味方に回ったデジモンでもあり、さらに『クロスウォーズ』でも味方として主人公のチームに加入しているため、二度に渡って主人公側の味方に回っていることになる。
最初期のカードでは両手に銃を持ち、羽の生えた姿で写っている。

## 種族としてのベルゼブモン
七大魔王の一体で七つの大罪の暴食を司る。多くの悪魔系デジモンを統べる能力を持ちながら、群れるのを嫌って常にあえて単独行動する。非常にプライドが高く性格は冷酷無慈悲であるが、弱者を攻撃することは好まない。大型バイク型マシーンの愛車「ベヒーモス」を乗りこなし、攻撃の際は二丁のショットガン「ベレンヘーナ」と自身の爪を用いる。
ベレンヘーナは「ガンスミス」が作った、とデジモンウェブにて記載があり、オリンポス十二神族のウルカヌスモンには「ベルゼブモンの力に惚れ込みベレンヘーナを作った」という設定がある。
2010年2月26日にデジモンウェブのデジモン図鑑に追加され、詳細設定が判明した。

### 基本データ
- 世代/究極体
- タイプ/魔王型
- 属性/ウィルス
- 勢力/七大魔王
- 装備/ベレンヘーナ
- 必殺技/ダブルインパクト
- 得意技/ダークネスクロウ、ハートブレイクショット

得意技
ダークネスクロウ
鋭い鉤爪を振り上げて敵を切り裂く。
必殺技
ダブルインパクト
二丁のショットガンを連射する。

### ベルゼブモン：ブラストモード
精神と力を究極的に高めて、その力を解放したベルゼブモンの真の姿。精神が落ち着いて邪悪さは消え去り、右腕と一体化した陽電子砲を装備し、黒い翼が生えて眼の色が赤から緑へと変化している。
2012年3月30日にデジモンウェブのデジモン図鑑に追加され、詳細設定が判明した。
- 世代/究極体
- タイプ/魔王型
- 属性/ウィルス
- 勢力/無し
- 装備/ベレンヘーナ、陽電子砲
- 必殺技/カオスフレア
- 得意技/デススリンガー、ダブルインパクト、ダークネスクロウ

得意技
デススリンガー
右腕のブラスター砲から破壊のエネルギー波を放って原子レベルにまで敵を分解する。
必殺技
カオスフレア
前方に魔方陣を描き、その中心に向かって破壊の波動を放つ。

### クロスウォーズ版
圧倒的な戦闘能力を持つ孤高の魔戦士で、一見無口で冷静な性格と見られているが、何よりも闘争を好んでいる。その強さゆえにベルゼブモンに挑む者は愚か者とされ、そしてベルゼブモンもまた挑まれた戦いから決して逃げることはないと言い、その神速的な早撃ちで相手を撃破する。外見はブラストモードに近いが、機械的なボディで尻尾が無くなっている。七大魔王の一人という設定はリセットされている。
2010年12月10日にデジモンウェブのデジモン図鑑に追加され、詳細設定が判明し、さらに2020年10月2日に世代・属性が判明した。
- 世代/究極体(クロスウォーズ)
- タイプ/魔王型
- 属性/ウィルス
- 装備/ベレンヘーナSDX
- 必殺技/デス・ザ・キャノン
- 得意技/ダークネスクロウ

得意技
ダークネスクロウ
相手の願いを叶える代わりに金縛りにしてしまう技で、愚か者に与えられる最後の褒美と囁かれている。そして身動きが出来なくなった愚か者には、息絶えるまでベルゼブモンの早撃ちの標的にされることになる。
必殺技
デス・ザ・キャノン
右腕の巨大な銃であるベレンヘーナSDXから放たれる。

### X抗体版
四枚の悪魔のごとき翼が生え、仮面などが赤く染まった禍々しい姿へと変貌している。冥界「ダークエリア」における墜ちた罪人の魂を裁き、救済するという意思を持った自在に形を変える紅蓮の炎「エル：エヴァンヘーリオ」を召喚し、本来ならば魔王型デジモンである自らのデジコアをも消滅させかねないその炎の意思を押さえ込んで制御する能力を手に入れた。
2018年11月30日にデジモンウェブのデジモン図鑑に追加され、詳細設定が判明した。
- 世代/究極体
- タイプ/魔王型
- 属性/ウィルス
- 勢力/七大魔王
- 装備/ベレンヘーナ
- 必殺技/グラトニーフレア、ダブルインパクト
- 得意技/ダークネスクロウ

必殺技
グラトニーフレア
ベレンヘーナからエル：エヴァンヘーリオを魔弾として放ち、まるで炎が敵を喰らうかのように跡形もなくデータを灼き尽くす。
セブンス・フルクラスター
グラトニーフレアを暴食の冠で威力を凝縮して放つ一撃。

### 亜種・関連種・その他
インプモン
バアルモン
一説によるとこのデジモンが進化した姿であると推測されている。
シャウトモンX4B
シャウトモンX5B
シャウトモンX4及びシャウトモンX5とベルゼブモン（クロスウォーズ版）がデジクロスしたデジモン。

## 登場人物としてのベルゼブモン
- デジモンテイマーズ - インプモンを参照。アニメでは「ブラストモード」というのは自称であり、陽電子砲はパートナーであるマコトからもらった玩具の光線銃が変化したものとされている。
- デジモンセイバーズ アナザーミッション - 七大魔王の一体として登場。ゲームクリア後に一定条件を満たせば進化できる。声優は渡辺英雄。
- デジモンクロスウォーズ - 第14話から登場。サンドゾーンにてリリスモンの攻撃で瀕死の重傷を負ったバアルモンが女神の力と戦士の光で転生しベルゼブモンとなり、主人公である工藤タイキ率いるクロスハートの仲間となった。声優は岸尾だいすけ（日本語版）、マシュー・マーサー（英語版）。
- デジモンクロスウォーズ (漫画) - 元々はサンドゾーンの女神の戦士だったが、レインゾーンでの戦いの後に経緯は不明ながらクロスハートに加わった。なお、本作品ではバアルモンの転生した姿とは明かされていない。アニメ版と比べると出番はほとんど無く、台詞を発することは無かった。